# Asterix (игра, 1993)
Asterix (рус. Астерикс) — одноимённая игра, созданная для Nintendo Entertainment System, Super NES и Game Boy. Игра основана на серии одноимённых комиксов об Астериксе и является частью серии игр на основе этих же комиксов. Игра была доступна только в стандарте PAL из-за её эксклюзивного европейского выпуска.

## Геймплей
Игра является жанровым платформером и выполнена в двухмерной графике. По сюжету Римский легион похитил Обеликса, уснувшего после обеда и взяла его в плен. Астерикс должен спасти своего лучшего друга.
Игрок управляет карликовым и усатым галлом по имени Астерикс, который должен пройти через несколько уровней, расположенных по всей Европе, сражаясь с Римлянами и различными агрессивными животными по пути, чтобы спасти своего друга Обеликса до того, как Цезарь скормит его львам.

## Критика
И «Астерикс», и «Смурфики» были гораздо более популярны в Европе, и большинство игр в их соответствующих сериях никогда не выходили на продажу в Северной Америке.